# 偰文質
偰 文質（せつ ぶんしつ、生没年不詳）は、モンゴル帝国に仕えたウイグル人の一人。

## 概要
偰文質の祖先は代々国相を輩出した天山ウイグル王国の名家で、先祖の居住していた「偰輦傑河（＝セレンガ川）」に因んで「偰」を姓とするようになった一族であった。ブヤント・カアン（仁宗アユルバルワダ）の治世の延祐年間、広徳路総管、潭州路総管、贛州路総管、同知宣慰司事、副都元帥、吉安路ダルガチを歴任した。
孫の偰遜が恭愍王の時代に高麗に帰化した。慶州偰氏一族は、数名の文科合格者や判三司事・礼曹判書・集賢殿副提学などを輩出しており、高麗時代末期から李氏朝鮮時代初期における名門一族であった。

## 高昌偰氏
- ヨシュムト（Yošmut ＞堊思弼/èsībì）
  - ビルゲ・ブカ（Bilge buqa ＞仳理伽普華/pǐlǐgā pǔhuá）
  - ユリン・テムル（Yulïn temür ＞岳璘帖穆爾/yuèlín tièmùĕr）
    - イトミシュ・ブカ（Itmiš buqa ＞益弥勢普華/yìmíshì pǔhuá）
    - トドゥンミシュ・ブカ（Tudunmiš buqa ＞都督弥勢普華/dōudūmíshì pǔhuá）
    - カイジュ・ブカ（Qaiǰu buqa ＞懐朱普華/huáizhū pǔhuá）
    - トゥルミシュ（Turmiš ＞都爾弥勢/dōuěrmíshì）
    - バサ・ブカ（Basa buqa ＞八撒普華/bāsā pǔhuá）
    - フレグ・ブカ（Hülegü buqa＞旭烈普華/xùliè pǔhuá）
    - コシャン（Qošang ＞各尚/gèshàng）
    - カラ・ブカ（Qara buqa ＞合剌普華/hélá pǔhuá）
      - 偰文質（xiè wénzhì）
        - 偰直堅（xiè zhíjiān）
        - 偰哲篤（xiè zhédǔ）
          - 偰遜（xiè xùn）
            - 偰長寿（xiè chángshòu）
            - 偰延寿（xiè yánshòu）
            - 偰福寿（xiè fúshòu）
            - 偰慶寿（xiè qìngshòu）
              - 偰循（xiè xún）

            - 偰眉寿（xiè méishòu）

        - 偰朝吾（xiè cháowú）
        - 偰列篪（xiè lièchí）
        - 偰玉立（xiè yùlì）

      - 越倫質（Yügrünči ＞yuèlúnzhì）
        - 善著（shànzhù）

    - トゥケリク・ブカ（Tükellig buqa ＞独可理普華/dúkělǐ pǔhuá）
    - トレ・ブカ（Töre buqa ＞脱烈普華/tuōliè pǔhuá）
- トキシュ（Toqiš ＞多和思/duōhésī）
  - サルギス（Sargïs ＞撒吉思/sājísī）
    -       - ダルマ（Dharma ＞答里麻/dālǐmá）